# Valkenvania – Die wunderbare Welt des Wahnsinns
Valkenvania – Die wunderbare Welt des Wahnsinns (Nothing But Trouble) ist eine US-amerikanische Filmkomödie von Dan Aykroyd aus dem Jahr 1991.

## Handlung
Die Anwältin Diane Lightson verliert ihren Freund und ein einträgliches Geschäft. Sie lernt Chris Thorne, den wohlhabenden Herausgeber eines Magazins für Finanzanlagen, kennen und möchte mit ihm am darauf folgenden Tag nach Atlantic City reisen. Auf seiner Party erzählt Chris seinen beiden Freunden, den Geschwistern Renalda und Fausto Squiriniszu aus Brasilien von seiner neuen Bekanntschaft und seinen Reiseplänen. Die beiden sind von der Idee begeistert und wollen mitfahren. Chris hält dies jedoch zunächst für einen Scherz und hofft, ohne die beiden mit der attraktiven Diane reisen zu können. Doch am nächsten Tag stehen die beiden Geschwister just in dem Moment vor der Tiefgaragenausfahrt, als Diane und Chris ihre Reise antreten möchten.
Die vier fahren zunächst auf einem Highway in Richtung Atlantic City. Doch schnell wird ihnen langweilig und sie überreden Chris, die Autobahn zu verlassen und eine Nebenstrecke zu wählen. Sie fahren durch heruntergekommene Gegenden, die vom Bergbau gezeichnet sind, so auch das Örtchen Valkenvania. Dort überfährt Chris unbemerkt ein Stoppschild, was zunächst ohne sichtbare Folgen bleibt. Doch der Sheriff Dennis hat den Verstoß bemerkt und folgt Chris. Es kommt zu einer Verfolgungsjagd, die der Sheriff mit Hilfe seines getunten Fahrzeugs und weiterer technischer Tricks für sich gewinnen kann. So kann er beispielsweise mit Hilfe einer elektrischen Vorrichtung eine zunächst unsichtbare Straßensperre aktivieren, wodurch die vier gezwungen werden, in ein altes Minengelände zu fahren. Dort werden sie vom Sheriff und seiner Angestellten festgenommen. 
Dennis bringt sie zu einem alten Haus, das von einem Schrottplatz umgeben ist. Sie werden zunächst in einem Keller gesperrt und müssen zusehen, wie Richter Alvin Valkenheiser andere Verkehrssünder zum Tode im „Bonestripper“ verurteilt. Diese skurrile Maschine besteht aus einer umgebauten Achterbahn, mit der die Delinquenten direkt vom Gerichtssaal in eine überdimensionale Maschine transportiert und dort von umgebauten, rotierenden Motorkolben zermalmt werden. Die vier ahnen, dass ihnen ein ähnliches Schicksal bevorsteht und sind daher umso überraschter, als sie vom Richter zum Abendessen eingeladen werden. Dort lernen sie seine stumme und ausgesprochen stämmige Enkelin Eldona kennen, die schon seit langem einen Mann sucht. In einem Handgemenge gelingt Renalda und Fausto zunächst die Flucht, beide werden aber von Dennis wieder gestellt. Sie bestechen ihn und gehen mit ihm nach Südamerika, wo sie ihn als ihren Leibwächter beschäftigen.
Richter Valkenheiser fordert unterdessen von Chris, dass er seine Enkelin heiratet, nachdem er diese im Handgemenge berührt hat. Er geht zum Schein auf das Angebot ein – in der Hoffnung, so aus dem Gebäude lebend entkommen zu können. Der Richter erkennt jedoch Chris’ Plan und verurteilt auch ihn zum Tode durch den „Bonestripper“. Nur durch einen technischen Defekt der Maschine überlebt Chris und versucht zu fliehen.
Unterdessen ist es auch Diane gelungen, das Gebäude zu verlassen. Auf dem unübersichtlichen Schrottplatz fällt sie jedoch zwei weiteren Bewohnern in die Hände, die sie daraufhin festhalten. Von einer Anhöhe aus bemerkt Chris, dass der Richter Diane als Geisel genommen hat und töten will. Valkenheiser bietet Chris aber Dianes Freiheit an, sofern dieser sich stellen würde. Valkenheiser kommt es nur auf Chris an, da er diesen für einen Banker hält: Valkenheisers Urgroßvater wurde einst von einem Banker betrogen. Seitdem üben die Valkenheisers Rache an der Gesellschaft, indem sie Autofahrer verhaften und „Schuldige“ wie Verbrecher, Betrüger oder Banker hinrichten.
Chris kehrt zum Schrottplatz zurück und bringt mit Hilfe eines Treibstofffasses ein komplettes Treibstofflager zur Explosion. In dem auftretenden Chaos kann er Diane im letzten Moment befreien und beiden gelingt es, auf einen vorbeifahrenden Güterzug aufzuspringen, der sie zurück in die Stadt bringt. Diane und Chris fahren zur Polizei, die mit einem großen Aufgebot auf das Grundstück der Valkenheisers fährt, um die Verbrecher vermeintlich auszuheben. Doch Diane und Chris müssen erkennen, dass sich die Beamten und Valkenheiser gut kennen. Kurz bevor Valkenheiser die beiden wieder in seine Gewalt bringen will, bricht ein schon seit langem unter dem Gelände schwelendes Minenfeuer aus. Der Boden bricht auseinander und das gesamte Gebäude stürzt ein. Diane und Chris können abermals fliehen und nach New York zurückkehren. Dort erfährt Chris aus dem Fernsehen, dass Richter Valkenheiser überlebt hat und auf Rache sinnt.

## Kritiken
Hal Hinson schrieb in der Washington Post vom 16. Februar 1991, dass der Titel Nothing but Trouble („Nichts als Ärger“) für den Film bezeichnend sei. Er sei „unwitzig“, „geschmacklos“ und „nichts als schlecht“ („nothing but miserable“).
Meinolf Zurhorst schrieb im Buch Demi Moore. Lady und Vamp., dass die Komödie „ein eindeutiger Tiefpunkt in den Karrieren aller Beteiligten“ sei.

„Schale Witzchen, verdatterte Stars. Tja, Schrägheit allein macht noch keinen guten Film! – Design und Maske: wow! Der Rest: mau.“

„Überdrehte Genre-Mischung mit ein wenig Sozialsatire, kindlichem Klamauk und schwarzem Humor, der die klare Linie fehlt. Ein enttäuschender Regie-Versuch des Komikers Dan Aykroyd.“

## Auszeichnungen
David B. Miller wurde im Jahr 1992 für das Make-Up für den Saturn Award nominiert.
Dan Aykroyd erhielt im Jahr 1992 für seine Darstellung die Goldene Himbeere. Nominiert für die Goldene Himbeere war der Film in folgenden Kategorien: Schlechteste Darstellerin (Demi Moore), schlechtester Nebendarsteller (John Candy), schlechtester Regisseur (Dan Aykroyd), schlechtester Film (Robert K. Weiss), schlechtestes Drehbuch.

## Hintergrund
Der Film wurde in Pennsylvania, in New York City, in New Jersey und in Beverly Hills gedreht. Seine Produktionskosten betrugen etwa 40 Millionen US-Dollar. Er spielte in den Kinos der USA 8,5 Millionen US-Dollar ein.
Der Film ist das Regiedebüt von Dan Aykroyd und basiert auf seinen persönlichen Erfahrungen. Aykroyd selbst wurde in der Provinz im Nordwesten der USA aufgrund überhöhter Geschwindigkeit festgenommen und vom Polizisten mitten in der Nacht zum nächsten Gerichtshof gezerrt.
In seiner Biographie schrieb Chevy Chase, „ich wusste, dass dies der schlechteste Film werden würde, den ich je machen würde“, aber wegen seiner Freundschaft zu Aykroyd akzeptierte er die Rolle des Chris Thorne. Nathan Rabin schrieb, dass dieser Film das Karriereende Aykroyds einläutete.
Bei der Rap-Band, die vor dem Richter steht, handelt es sich um Digital Underground.
In der 16. Folge der vierten Staffel von South Park, Abenteuer Missbrauch, wird der Film parodiert. Dort werden die Kinder der Stadt die Erwachsenen los, indem sie diese des Missbrauchs bezichtigen und verhaften lassen, woraufhin die verwaiste Stadt ebenfalls einer Schrotthalde gleicht, in der ein Ehepaar nach einer Panne mit einem größenwahnsinnigen Bürgermeister, Eric Cartman, konfrontiert wird.